# Oleg Kisseliov (handball)
Cet article concerne le handballeur russe. Pour le metteur en scène russe, voir Oleg Kisseliov. Pour les autres significations, voir Kisseliov.
Oleg Viktorovitch Kisseliov ou Kisselev (en russe : Олег Викторович Киселёв, en anglais : Oleg Kiselyov), le 11 janvier 1967 à Iaroslavl (RSFS de Russie), est un ancien joueur de handball soviétique puis russe évoluant au poste de demi-centre ou d'arrière gauche. 
Il a notamment remporté un titre dans les trois compétitions majeures : champion olympique en 1992, double champion du monde en 1993 et champion d'Europe en 1996.

## Palmarès

### Sélection nationale
Jeux olympiques
- Médaille d'or aux Jeux olympiques de 1992 à Barcelone,  Espagne
- 5e place aux Jeux olympiques de 1996 à Atlanta,  États-Unis

Championnats du monde
- Médaille d'or au Championnat du monde 1993
- Médaille d'argent au Championnat du monde 1990

Championnats d'Europe
- Médaille d'or au Championnat d'Europe 1996
- Médaille d'argent au Championnat d'Europe 1994

Autres
- Médaille d'or au Championnat du monde junior en 1989
- Médaille d'or à la Supercup en 1991 (de)
- Médaille d'or aux Goodwill Games en 1990

### En club
Compétitions internationales
- Ligue des champions
  - Vainqueur (2) : 1995 (avec Bidasoa Irún) et 2001 (avec Portland San Antonio)
  - Finaliste en 1996 (avec Bidasoa Irún) et 2003 (avec Portland San Antonio)
- Coupe des coupes
  - Vainqueur (1) : 2000 (avec Portland San Antonio)
- Supercoupe d'Europe
  - Vainqueur (1) : 2000

Compétitions nationales
- Championnat d'Union soviétique
  - Vainqueur (1) : 1990
  - Vice-champion en 1989, 1991
- Championnat d'Espagne
  - Vainqueur (2) : 1995 (avec Bidasoa Irún), 2002 (avec Portland San Antonio)
  - Vice-champion en 1993 (avec BM Granollers), 2000 (avec Portland San Antonio)
- Coupe d'Espagne
  - Vainqueur (3) : 1996, 1999, 2001
- Coupe ASOBAL
  - Vainqueur (2) : 1994 (avec BM Granollers), 1997
  - Finaliste en 2000, 2001, 2002
- Supercoupe d'Espagne
  - Vainqueur (3) : 1995, 2001, 2002